# Márton Bauer
Márton Bauer, född den 13 juli 1975, är en ungersk kanotist.
Han tog bland annat VM-silver i K-4 500 meter i samband med sprintvärldsmästerskapen i kanotsport 1998 i Szeged.